# Temporada 1996-1997 del Club Joventut Badalona
La temporada 1996-1997 va ser la 58a temporada en actiu del Club Joventut Badalona des que va començar a competir de manera oficial. La Penya va disputar la seva 41a temporada a la màxima categoria del bàsquet espanyol. Va acabar la fase regular en la quarta posició, classificant-se per disputar els play-offs després de dues temporades sense aconseguir-ho, i es va proclamar campió de la Copa del Rei. Aquesta temporada també va estrenar nou patrocinador, passant a denominar-se Festina Joventut.

## Resultats
Lliga ACB i play-offs
A la Lliga ACB finalitza la fase regular en la quarta posició de 18 equips participants, classificant-se per disputar els play-offs pel títol. En 34 partits disputats de la fase regular va obtenir un bagatge de 21 victòries i 13 derrotes, amb 2.864 punts a favor i 2.703 en contra (+161). Als play-offs va quedar eliminat en semifinals davant el Real Madrid Teka (3-0). Prèviament, a quarts de final havia eliminat per la via ràpida (3-0) el Taugrés.
Copa del Rei
El Festina Joventut es va proclamar campió de la 61a edició de la Copa del Rei, celebrada al Palacio de los Deportes de Lleó. A quarts de final l'equip verd-i-negre va guanyar el Caja San Fernando per 97 a 88, i a semifinals es va desfer del León Caja España per 80 a 72. A la final es va imposar al Cáceres CB per 79 a 71, en un partit en que la Penya va arribar a estar 17 punts per sota en el marcador, però que gràcies a l'actuació en moments decisius de Xavi Crespo, amb 3 triples consecutius, i sobretot d'Andre Turner, que resultaria elegit MVP de la final, va aconseguir fer-se amb el triomf final, el que supondria el seu setè títol de Copa del Rei.

## Fets destacats
1997
- 3 de febrer: El Joventut derrota el Cáceres CB per 79 a 71 a la final i es proclama campió de la Copa del Rei.[2]

## Plantilla
La plantilla del Joventut aquesta temporada va ser la següent:
| Club Joventut Badalona: plantilla 1996-97 |                  |            |      |
| #                                         | Jugador          | Pos.       | A.   |
| 4                                         | Dani Garcia      | Pivot      | 2.09 |
| 5                                         | Tanoka Beard     | Pivot      | 2.03 |
| 6                                         | Iván Corrales    | Base       | 1.82 |
| 8                                         | Jordi Villacampa | Aler       | 1.96 |
| 9                                         | César Sanmartín  | Aler       | 1.98 |
| 10                                        | Andre Turner     | Base       | 1.82 |
| 11                                        | Alfonso Albert   | Pivot      | 2.11 |
| 12                                        | Xavier Crespo    | Aler       | 2.01 |
| 13                                        | Andy Toolson     | Aler       | 1.98 |
| 14                                        | Jackie Espinosa  | Aler       | 1.96 |
| 15                                        | Fran Murcia      | Aler pivot | 2.03 |
| 16                                        | Oriol González   | Aler pivot | 2.03 |

| Club Joventut Badalona: staff 1996-97 |                      |
| Nom                                   | Funció               |
| Alfred Julbe                          | Entrenador           |
| Josep Maria Izquierdo                 | Entrenador assistent |

| Jugadors del planter amb minuts al 1r equip |              |         |      |              |
| #                                           | Jugador      | Pos.    | A.   | Participació |
| 99                                          | Roger Grimau | Base    | 1.96 | 3 partits    |
| 99                                          | Josep Pacreu | Escorta | 1.94 | 1 partit     |

### Baixes
| Baixes a l'inici de temporada |            |
| Jugador                       | Pos.       |
| Rafa Jofresa                  | Base       |
| Tomàs Jofresa                 | Base       |
| Roy Fisher                    | Aler       |
| Gerald Madkins                | Escorta    |
| Evers Burns                   | Aler pivot |
| John Shasky                   | Pivot      |

| Baixes durant la temporada |       |
| Jugador                    | Pos.  |
| Joaquim Costa              | Base  |
| Ken Bannister              | Pivot |